# Tropidtamba lepraota
Tropidtamba lepraota là một loài bướm đêm trong họ Noctuidae.